# Prisma triangolare aumentato
In geometria solida, il prisma triangolare aumentato è un poliedro con 8 facce che può essere costruito, come intuibile dal suo nome, aumentando un prisma triangolare facendo combaciare una delle sue facce laterali con la base di una piramide quadrata.

## Caratteristica
Il prisma triangolare aumentato è uno dei 92 solidi di Johnson, in particolare quello indicato come J49, ossia un poliedro strettamente convesso avente come facce dei poligoni regolari ma comunque non appartenente alla famiglia dei poliedri uniformi, ed è il primo di una serie di nove prismi aumentati tutti facenti parte dei solidi di Johnson.
Considerando spazi a più di 3 dimensioni il prisma triangolare aumentato può essere anche ottenuto come figura al vertice di un 2-p antiduoprisma non uniforme considerando p e q maggiori di 2.

## Formule
Considerando un prisma triangolare aumentato avente come facce dei poligoni regolari aventi lato di lunghezza {\displaystyle a}, le formule per il calcolo del volume {\displaystyle V} e della superficie {\displaystyle A} risultano essere:
{\displaystyle V=\left({\frac {\sqrt {2}}{6}}+{\frac {\sqrt {3}}{4}}\right)a^{3}\approx 0,6687150\ldots a^{3};}
{\displaystyle A=\left(2+{\frac {3{\sqrt {3}}}{2}}\right)a^{2}\approx 4,5980762\ldots a^{2}.}

## Poliedro duale
Il poliedro duale del prisma triangolare aumentato è una bipiramide triangolare monolaterotroncata, ossia avente uno dei suoi vertici di valenza 4 troncato. Considerando spazi a più di 3 dimensioni, tale poliedro può essere riscontrato come cella dei 2-p antiduotegumi (ossia dei poliedri duali dei 2-p antiduoprismi).

## Poliedri correlati
Il prisma triangolare aumentato può essere aumentato utilizzando una o due piramidi a base quadrata formando il prisma triangolare biaumentato e il prisma triangolare triaumentato, anch'essi solidi di Johnson.